# Edema
L'edema (dal greco οἴδημα, òidema, "gonfiore") è un accumulo di liquidi negli spazi interstiziali dell'organismo. Il termine idropisìa o idrope, per quanto sinonimo di edema, indica l'accumulo del liquido sieroso in una cavità del corpo, solitamente quella peritoneale.
L'edema può interessare una zona circoscritta, come per esempio una gamba, oppure può essere generalizzato se si manifesta in tutto l'organismo. In questo caso, prima che l'edema sia clinicamente evidente, devono accumularsi diversi litri di liquido; per questo motivo l'aumento di peso precede generalmente le altre manifestazioni dell'edema. Quando l'edema interessa tutti i distretti corporei si parla di anasarca.

## Nella storia
Le cronache antiche fanno riferimento alla malattia in numerosissimi casi e testimoniano che questa condizione fosse spesso mortale. Tra i personaggi storici più noti il filosofo Eraclito, Il tiranno greco di Siracusa Gelone, gli imperatori Traiano, Adriano, Teodosio I, gli imperatori d'Occidente Onorio e Anicio Olibrio, Eraclio I, Leone III Isaurico, Sant'Antonio di Padova, Miguel de Cervantes, il doge Ludovico Manin, Gustave Courbet, Dante Alighieri, Giovanni Boccaccio, Giacomo Leopardi, il maresciallo e generale francese napoleonico Pierre François Charles Augereau duca di Castiglione delle Stiviere, Ugo Foscolo, Honoré de Balzac, Nostradamus, Maria I d'Inghilterra e Maria di Guisa. Secondo il Vangelo di Luca, Gesù guarì "un uomo malato di idropisia" nel giorno del sabato.
L'idropisia viene citata da Dante nella Divina Commedia al XXX canto dell'Inferno:
     La grave idropesì, che sì dispaia

     le membra con l'omor che mal converte,

     che 'l viso non risponde a la ventraia,

     facea lui tener le labbra aperte

     come l'etico fa, che per la sete

     l'un verso 'l mento e l'altro in sù rinverte.

## Eziologia

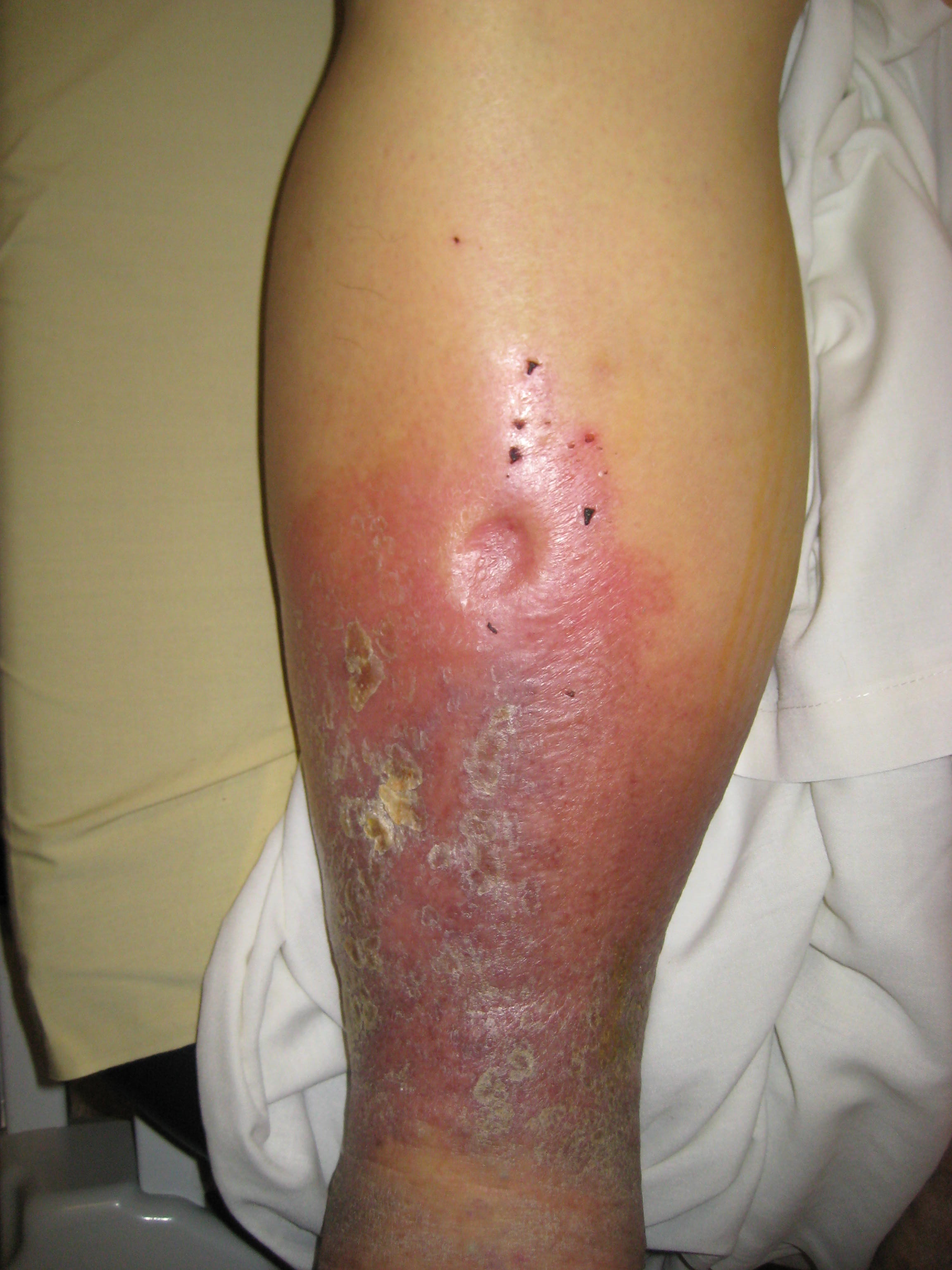
Edema in un paziente con insufficienza epatica cronica. Si noti la fovea dopo digitopressione.

L'edema può essere provocato da un aumento della pressione idrostatica, per esempio dovuto a stasi venosa nel caso di varici degli arti inferiori, o dalla riduzione della pressione colloido-osmotica, dovuta per esempio a qualsiasi patologia che determina ipoalbuminemia, riduzione sufficientemente significativa da non permettere più ai vasi linfatici di drenare il liquido che si accumula negli spazi interstiziali, gonfiandoli. Può essere provocata da un'ostruzione dei vasi linfatici che non riescono più a drenare il liquido interstiziale (linfedema) o a un'eccessiva ritenzione di sodio. In questi casi il liquido che si accumula negli spazi interstiziali è detto trasudato poiché ha un peso specifico minore di 1 012 kg/m3, è povero di proteine e non contiene cellule dell'infiammazione. Infine si può avere edema in caso di infiammazione (edema infiammatorio) poiché aumenta la permeabilità vascolare. In tal caso il liquido accumulatosi è essudato poiché possiede alto peso specifico, maggiore di 1 020 kg/m3, è ricco di proteine e di cellule della flogosi.
Le forme localizzate agli arti sono quasi sempre causate da patologie che interessano la circolazione venosa o linfatica, come per esempio una trombosi venosa. Casi particolari di edema localizzato sono quelli conseguenti a un trauma come un dito gonfio dopo uno schiacciamento, un bernoccolo dopo aver battuto la testa o un gonfiore dopo una puntura di insetto.
Le forme di edema generalizzato hanno come cause principali:
- le malattie cardiache che comportano uno scompenso;
- le affezioni che determinano una grave insufficienza renale;
- le patologie che provocano una forte riduzione dell'albumina, come sindrome nefrosica, grave compromissione della funzionalità epatica o stati di grave carenza alimentare;

L'edema generalizzato prende il nome di anasarca. Altri casi di edema comprendono l'edema da malnutrizione, il mixedema dell'ipotiroidismo e l'edema nella sindrome di Cushing. Un caso particolare è l'edema idiopatico o sindrome edematosa che al momento attuale delle conoscenze mediche e a differenza degli altri edemi generalizzati non è collegato a malattie del paziente.

## Fisiopatogenesi
La generazione di fluido interstiziale è stabilita dall'equazione di Starling che descrive la relazione tra la pressione oncotica e la pressione idrostatica, agenti con direzioni opposte lungo le pareti semi-permeabili dei capillari. Nell'organismo sano la pressione idrostatica, che tende a determinare la fuoriuscita di liquidi dai capillari, è pressoché bilanciata dalla pressione colloido-osmotica, che si esercita in direzione opposta. Quella minima fuoriuscita di liquidi nello spazio interstiziale viene drenata dai vasi linfatici, che la reimmettono nel circolo venoso attraverso il dotto toracico che sbocca nella giunzione tra la vena succlavia e la vena giugulare interna. Quando la pressione idrostatica non è più bilanciata dalla pressione colloido-osmotica si verifica un'ostruzione linfatica, aumenta la permeabilità vascolare e si verifica un accumulo di liquido negli interstizi che, se non risolto, provoca edema.

## Trattamento
Variazioni superiori a 20 mL/kg di peso corporeo nel corso di un periodo di 24 ore sono da ritenersi non fisiologiche e casi di edema significativo o bilancio idrico positivo, parametro generale negativo da valutare insieme con altri prima di stabilire se si tratta di altra più grave patologia. Dopo aver individuato la patologia di base è possibile stabilire la più corretta terapia. Quasi sempre i farmaci utilizzati sono i diuretici, ma l'impiego deve essere relazionato alla malattia di base e non solo alla necessità di eliminare il liquido in eccesso nei tessuti. In casi particolari legati a pazienti refrattari al solo trattamento con farmaci, è possibile ricorrere a trattamenti di ultrafiltrazione extracorporea del sangue mediante apposite macchine, simili o identiche a quelle utilizzate per l'emodialisi, mentre nell'edema generalizzato molto spesso è opportuno che il paziente limiti l'apporto di liquidi e di sale.